# Олимпийский городок (Ашхабад, 2017)

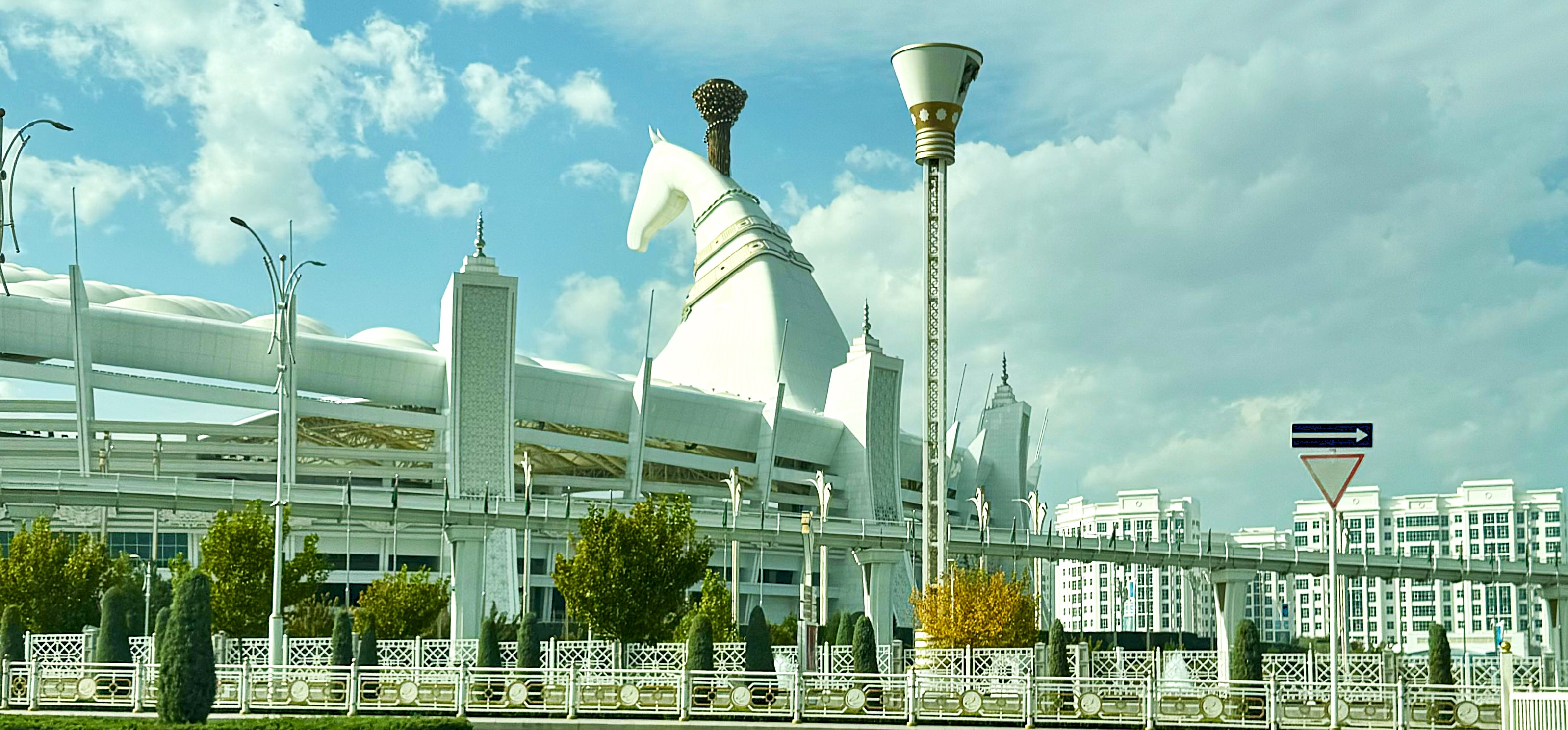
Стадион в Олимпийском городке, Ашхабад, Туркменистан

Олимпийский городок (туркм. Olimpiýa şäherçesi) — один из главных объектов Азиатских игр в помещениях 2017, расположенный в столице Туркменистана городе Ашхабад. На территории Олимпийского городка находятся главные спортивные сооружения, постройка которых осуществлялась компанией Polimeks в рамках подготовки к проведению Азиатских игр в помещениях 2017 года. Городок занимает площадь в 157 гектаров.

## Краткое описание

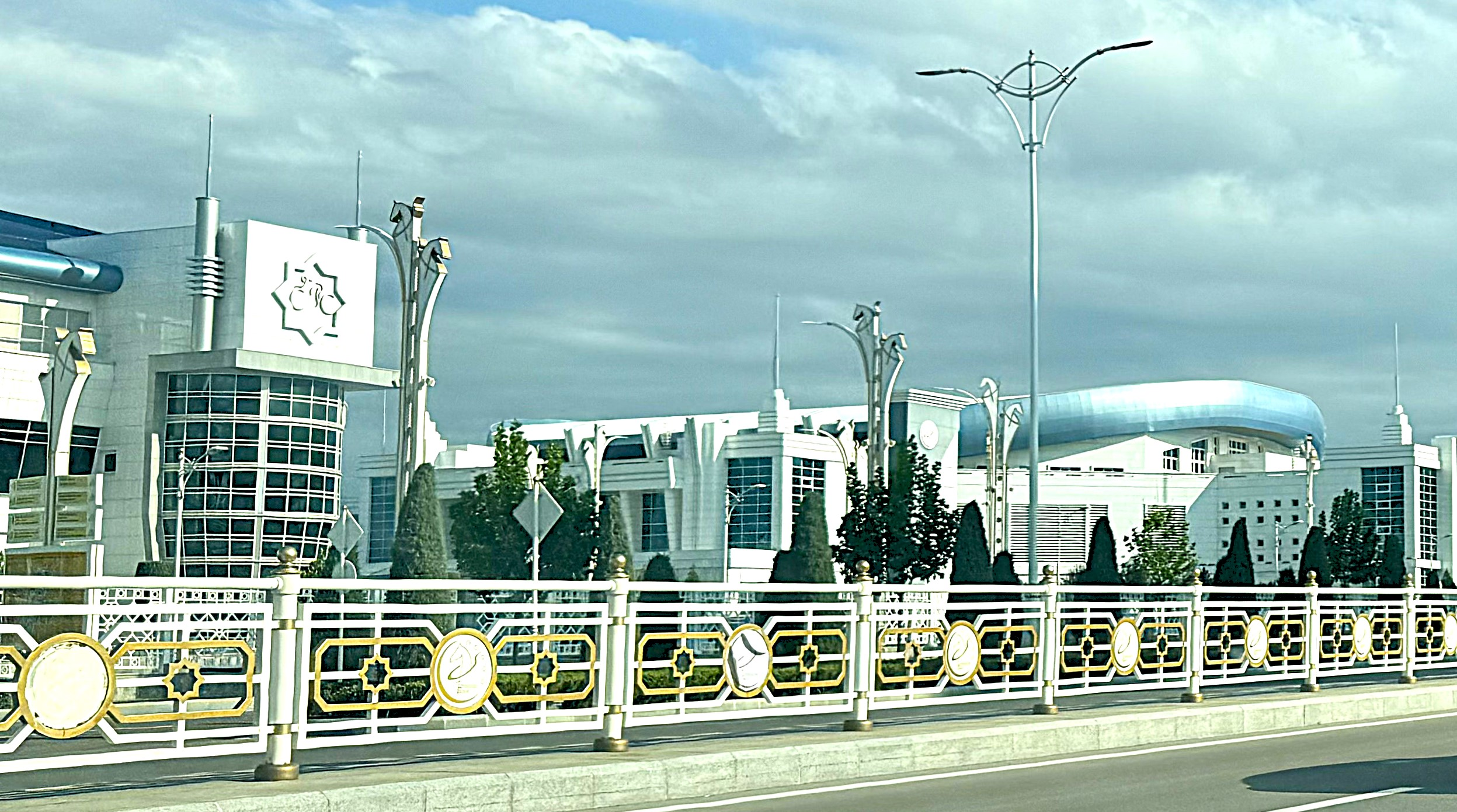
Объекты Олимпийского городка, Ашхабад, Туркменистан

Начало строительства датировано концом 2010 года, когда 5 ноября Президент Туркменистана Гурбангулы Бердымухамедов принял участие в церемонии закладки Олимпийского городка. Уникальный объект, который, не имеет аналогов в Центральноазиатском регионе, стал местом проведения Азиатских игр в закрытых помещениях, в него вошли более 30 объектов различного назначения, в том числе Стадион «Олимпийский», Паралимпийский комплекс и реабилитационный медицинский центр. Инициатором строительства является Президент Туркменистана Гурбангулы Бердымухамедов. В нём прошли церемонии открытия и закрытия игр, все соревнования, а также церемонии награждения победителей. Инвестиции в реализацию первого этапа строительства составили почти 2 миллиарда долларов США. Второй этап строительства обошелся в 3 миллиардов долларов. Общая стоимость Олимпийского городка — 5 миллиардов долларов США.

## Спортивные сооружения
Городок включает в себя:
| Объект                              | Виды спорта | Вместимость | Ссылки                                                     |                       |  |        |
| ----------------------------------- | --- | ----------- | ---------------------------------------------------------- | --------------------- |  | ------ |
| Объект                              | Виды спорта | Вместимость | Ссылки                                                     | Стадион «Олимпийский» |  | 45 000 |
| Крытый велотрек                     | Велоспорт | 6 000       | Описание                                                   |                       |  |        |
| Спортивный комплекс боевых искусств | Борьба, бокс, тяжелая атлетика, дзюдо, таэквондо                                                                | 5000        | Описание Архивная копия от 11 июня 2016 на Wayback Machine |                       |  |        |
| Крытая легкоатлетическая арена      | Легкая атлетика                                                                                                 | 5 000       |                                                            |                       |  |        |
| Большой многофункциональный зал     | Художественная и ритмическая гимнастика, бадминтон, баскетбол, фехтование, настольный теннис, гандбол, волейбол |             |                                                            |                       |  |        |
| Крытый теннисный корт               | Теннис | 4000        |                                                            |                       |  |        |
| Крытый бассейн                      | Плавание | 5000        |                                                            |                       |  |        |
| Многофункциональный зал             | | 700         |                                                            |                       |  |        |
| Крытая арена                        | | 15 000      |                                                            |                       |  |        |

- Фешенебельная гостиница на 800 мест (для представителей СМИ)
- Бизнес-центр (Первый этаж — Государственный комитет Туркменистана по спорту)[7]
- Общественно-культурный центр
- Гостиница «Спорт» на 398 номеров
- Гостиница «Олимпия» на 255 номеров
- Гостиницы на 12 тысяч мест (предназначено для спортсменов)
- Центра здоровья
- Арена для тайского бокса и кикбоксинга
- Арена тяжёлой атлетики

## Транспорт и инфраструктура
Для удобства спортсменов и зрителей в Олимпийском городке построена вся необходимая инфраструктура, включая социально-культурные и торговые центры, отели, рестораны, кафе, магазины, предприятия бытового обслуживания, автостоянки. На территории городка проложена сеть пешеходных переходов и монорельсовая дорога.